# Луїс Вільявісенсіо
Луїс Вільявісенсіо Антоніо Фігероа (ісп. Luis Antonio Villavicencio Figueroa, нар. 3 лютого 1950, Сан-Раймундо) — гватемальський футболіст, який грав на позиції захисника. Відомий за виступами насамперед у складі гватемальського клубу «Комунікасьйонес», у складі якого став багаторазовим чемпіоном країни, а також у складі збірної Гватемали, в складі якої брав участь у турнірах Олімпійських ігор 1968 року та 1976 року.

## Клубна кар'єра
Луїс Вільявісенсіо розпочав виступи на футбольних плях у 1966 році у складі команди «Комунікасьйонес» зі столиці країни міста Гватемала. У складі столичної команди грав до 1981 року, ставши у її складі шестиразовим чемпіоном Гватемали та дворазовим володарем Кубка Гватемали. У складі «Комунікасьйонес» Луїс Вільявісенсіо у 1971 став переможцем клубного кубку центральноамериканських країн, а в 1978 році став переможцем Кубка чемпіонів КОНКАКАФ. У 1981 році Вільявісенсіо перейшов до складу клубу «Шелаху» з Кесальтенанго, в складі якого завершив виступи на футбольних полях у 1982 році. Після завершення виступів на футбольних полях Луїс Вільявісенсіо у 90-х роках ХХ століття входив до тренерського штабу свого колишнього клубу «Коммунікасьйонес».

## Виступи за збірну
У 1968 році Луїса Вільявісенсіо вперше включили до складу збірної Гватемали для участі у футбольному турнірі Олімпійських ігор 1968 року, на якому гватемальська збірна дісталась чвертьфіналу. Надалі футболіст брав участь у матчах відбіркових турнірів до чемпіонатів світу 1970 та 1974 року, а також у матчах відбору до Олімпійських ігор 1972 року, які виявились невдалими для гватемальської збірної. У 1976 році Луїс Вільявісенсіо брав участь у футбольному турнірі Олімпійських ігор 1976 року, на якому гватемальська збірна не подолала груповий бар'єр.